# Grammia philipiana
Grammia philipiana är en fjärilsart som beskrevs av Ferguson 1985. Grammia philipiana ingår i släktet Grammia och familjen björnspinnare. Inga underarter finns listade i Catalogue of Life.